# 多杰热旦
多杰热旦（藏語：རྡོ་རྗེ་རབ་བརྟན་，威利转写：rdo rje rab brtan；1956年2月—），青海尖扎人，藏族。1977年8月参加工作，1976年加入中国共产党。中华人民共和国政治人物。

## 生平
青海省湟源畜牧学校（现青海畜牧兽医职业技术学院）畜牧兽医专业毕业，中共中央党校政治经济学专业在职研究生学历。
历任青海省玉树州副州长、州委副书记，黄南州委副书记、代州长、州长、州委书记；国务院办公厅秘书二局副局长；青海省海南州委书记等职。2007年5月，任中共青海省委常委，6月兼任省委统战部部长。2012年5月，改兼省纪委书记。2017年5月，不再担任中共青海省纪委书记。
2008年，当选第十一届全国政协委员，代表特别邀请人士，分入第五十七组。2018年1月，当选第十三届全国政协委员及青海省政協主席。2022年1月24日，辞去青海省政协第十二届青海省委员会主席职务。2022年3月2日，被增补为全国政协民族和宗教委员会副主任。